# بني منصور الجنوبية (أولاد بوغادي)
بني منصور الجنوبية هي إحدى مشيخات المملكة المغربية، تتبع جغرافيا لإقليم خريبكة وإداريًا لأولاد بوغادي. يقدر عدد سكانها بـ 1,278 نسمة حسب الإحصاء الرسمي للسكان والسكنى لسنة 2004.